# 利斯基夫卡
51°36′46″N 30°39′53″E / 51.61278°N 30.66472°E
利斯基夫卡（烏克蘭語：Лісківка），是烏克蘭的村落，位於該國北部切爾尼戈夫州，由切爾尼戈夫區負責管轄，始建於1785年，面積0.04平方公里，海拔高度127米，2001年人口27，人口密度每平方公里675人。